# Campeonato Uruguayo de Primera División 1901
El Campeonato Uruguayo 1901 constituyó el segundo torneo de Primera División del fútbol uruguayo organizado por la AUF.
El torneo consistió en un campeonato a dos ruedas de todos contra todos. En él participaron cinco equipos, al permitir el ingreso del Club Nacional de Football a la competencia. El campeón fue el CURCC por segunda vez consecutiva. 
Esta vez no se celebró la consecución del campeonato porque los dirigentes del CURCC estaban de luto por la muerte de la Reina Victoria. En esta temporada se dio inicio al gran choque entre el CURCC y Nacional, en los principios del Clásico del fútbol uruguayo. Ambos equipos terminaron en primeras posiciones y pelearon el título hasta la última fecha.

## Equipos participantes

### Datos de los equipos
| Club             | Ciudad        | Estadio                 | Capacidad | Fundación                | Temporadas | Temporadas Consecutivas | Títulos | 1900 |
| ---------------- | ------------- | ----------------------- | --------- | ------------------------ | ---------- | ----------------------- | ------- | ---- |
| Albion           | Montevideo    | Field del Albion        | 5.000     | 1 de junio de 1891       | 1          | 1                       | -       | 2°   |
| CURCC            | Villa Peñarol | Field de Villa Peñarol  | 3.870     | 28 de septiembre de 1891 | 1          | 1                       | 1       | 1°   |
| Deutscher        | Montevideo    | Gran Parque Central     | 7.000     | 23 de mayo de 1897       | 1          | 1                       | -       | 4°   |
| Nacional         | Montevideo    | Gran Parque Central     | 7.000     | 14 de mayo de 1899       | -          | -                       | -       | -    |
| Uruguay Athletic | Montevideo    | Field de Punta Carretas |           | 10 de agosto de 1898     | 1          | 1                       | -       | 3°   |

Notas: Los datos estadísticos corresponden a los campeonatos uruguayos oficiales. Las fechas de fundación de los equipos son las declaradas por los propios clubes implicados. La columna «Estadio» refleja el estadio donde el equipo más veces oficia de local en sus partidos, pero no indica que sea su propietario. Véase también: Estadios de fútbol de Uruguay.

## Tabla de posiciones
|  | Pos. | Equipos          |  | PJ | PG | PE | PP | GF | GC | Dif. | Pts. |
|  | ---- | ---------------- |  | -- | -- | -- | -- | -- | -- | ---- | ---- |
|  | 1    | CURCC            |  | 8  | 7  | 1  | 0  | 30 | 4  | +26  | 15   |
|  | 2    | Nacional         |  | 8  | 5  | 2  | 1  | 15 | 8  | +7   | 12   |
|  | 3    | Uruguay Athletic |  | 8  | 3  | 1  | 4  | 11 | 16 | -5   | 7    |
|  | 4    | Deutscher        |  | 8  | 1  | 1  | 6  | 5  | 19 | -14  | 3    |
|  | 5    | Albion           |  | 8  | 1  | 1  | 6  | 5  | 17 | -14  | 3    |

|  | Campeón Uruguayo. |

|                                         |
| Uruguay                                 |
| Campeón Uruguayo 1901 CURCC 2.do título |

### Fixture
| 12/05/1901 | Uruguay Athletic | 2–0 | Albion           | Punta Carretas |
| 12/05/1901 | CURCC            | 3–1 | Nacional         | Villa Peñarol  |
| 19/05/1901 | Deutscher        | 0–3 | CURCC            | Parque Central |
| 19/05/1901 | Nacional         | 1–1 | Albion           | Parque Central |
| 25/05/1901 | Deutscher        | 0–3 | Albion           | Parque Central |
| 26/05/1901 | CURCC            | 7–0 | Uruguay Athletic | Villa Peñarol  |
| 02/06/1901 | Albion           | 0–6 | CURCC            | Paso Molino    |
| 02/06/1901 | Deutscher        | 1–2 | Nacional         | Parque Central |
| 09/06/1901 | Uruguay Athletic | 1–2 | Nacional         | Punta Carretas |
| 09/06/1901 | CURCC            | 7–1 | Deutscher        | Villa Peñarol  |
| 23/06/1901 | Deutscher        | 0–2 | Uruguay Athletic | Parque Central |
| 29/06/1901 | Nacional         | 3–0 | Deutscher        | Parque Central |
| 07/07/1901 | Albion           | 1–3 | Uruguay Athletic | Paso Molino    |
| 14/07/1901 | Albion           | 0–2 | Nacional         | Paso Molino    |
| 21/07/1901 | Uruguay Athletic | 1–2 | CURCC            | Punta Carretas |
| 28/07/1901 | Nacional         | 1–1 | CURCC            | Parque Central |
| 28/07/1901 | Albion           | 0–2 | Deutscher        | Paso Molino    |
| 04/08/1901 | Nacional         | 3–1 | Uruguay Athletic | Parque Central |
| 11/08/1901 | CURCC            | w/o | Albion           | Villa Peñarol  |
| 19/08/1901 | Uruguay Athletic | 1–1 | Deutscher        | Punta Carretas |